# Schlotheimia grandi-areolata
Schlotheimia grandi-areolata är en bladmossart som beskrevs av C. Müller 1879. Schlotheimia grandi-areolata ingår i släktet Schlotheimia och familjen Orthotrichaceae. Inga underarter finns listade i Catalogue of Life.